# Касі Волфолл
Касі Волфолл (англ. Kaci Walfall, нар. 20 червня 2004, Бруклін, Нью-Йорк, США) – американська акторка, відома головною ролью у телесеріалі «Наомі»

## Біографія
Волфолл народилася 20 червня 2004 року в Брукліні, Нью-Йорк.

## Кар'єра
Волфолл почала серйозно займатися акторською майстерністю в 7 років.  Дебютувала на Бродвеї в «Король Лев», коли їй було 9. В 11 років вона зіграла роль Лаванди в першому американському національному турі мюзиклу «Матильда». У 2021 році було оголошено, що Уолфолл зіграє Наомі Макдаффі в телешоу «Наомі», заснованому на однойменних коміксах DC 2019 року. Виробництво почалося пізніше того ж року. Прем'єра Наомі на The CW відбулася в січні 2022 року. Шоу було скасовано пізніше того ж року після одного сезону.
У 2022 році було оголошено, що Волфолл з’явиться в останньому сезоні «Королева цукрових плантацій».

## Фільмографія
| Рік  |   | Українська назва            | Оригінальна назва  | Роль           |
| ---- | - | --------------------------- | ------------------ | -------------- |
| 2013 | с | Армійські дружини           | Army Wives         | Ноа            |
| 2014 | с | Підозрюваний                | Person of Interest | Трейсі Брокер  |
| 2017 | с | Влада у нічному місті       | Power              | Тамара         |
| 2021 | с | Праведниця                  | The Equalizer      | Ніккі          |
| 2021 | с | Сучасне кохання             | Modern Love        | Меша           |
| 2022 | с | Наомі                       | Naomi              | Наомі МакДаффі |
| 2022 | с | Королева цукрових плантацій | Queen Sugar        | Райє           |